# ایستگاه راه‌آهن مارسی-سن-شارل
ایستگاه راه‌آهن مارسی-سن-شارل (فرانسوی: Gare de Marseille-Saint-Charles‎) یک ایستگاه راه‌آهن در مارسی، فرانسه است.
این ایستگاه که در سال ۱۸۴۸ تأسیس شده جزئی از خط یورواستار و ت ژ و می‌باشد.

## نگارخانه

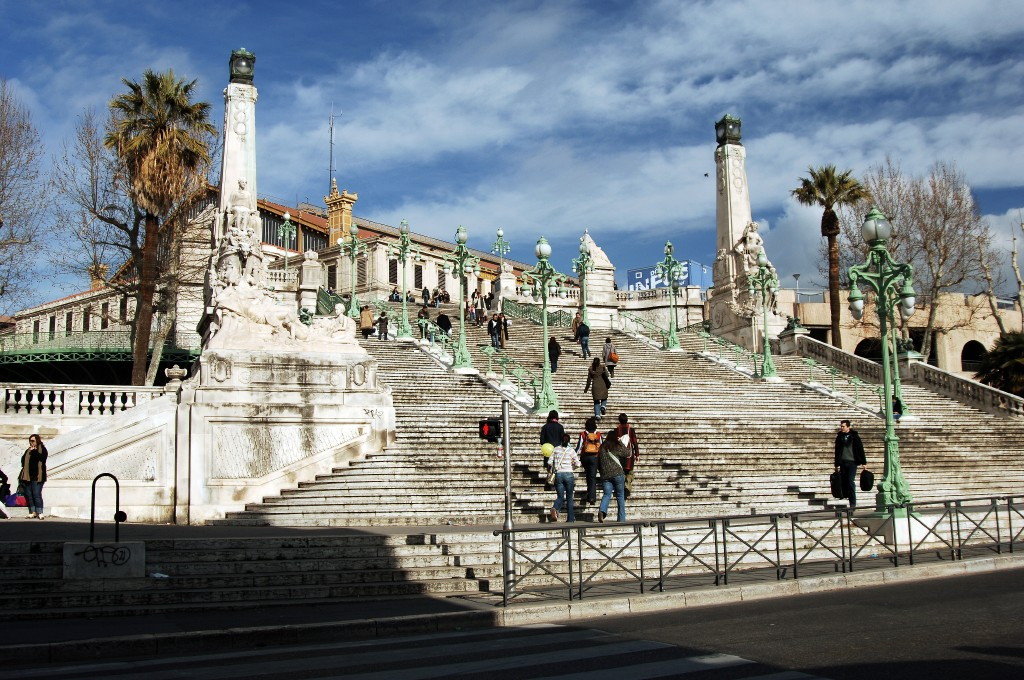
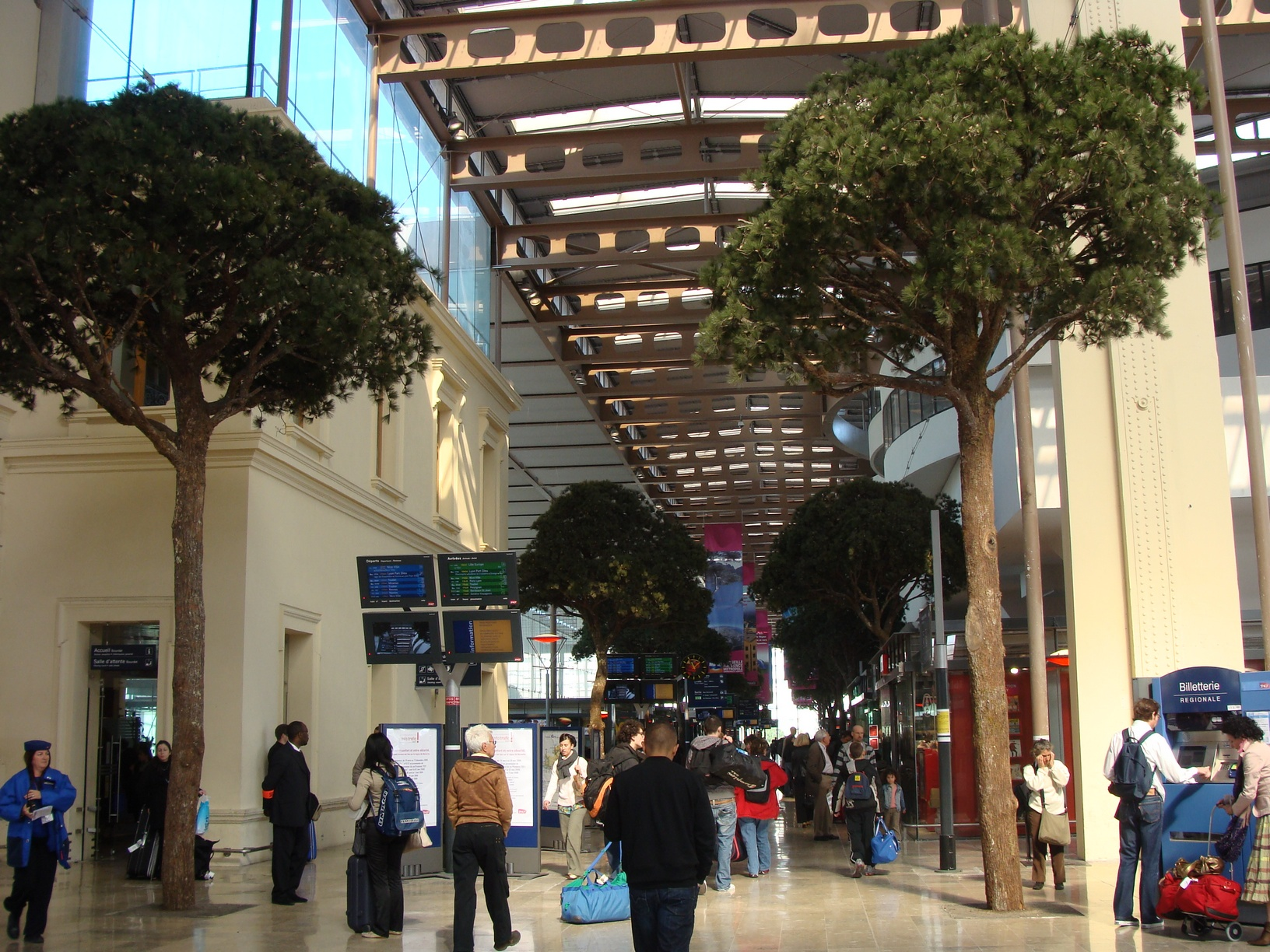
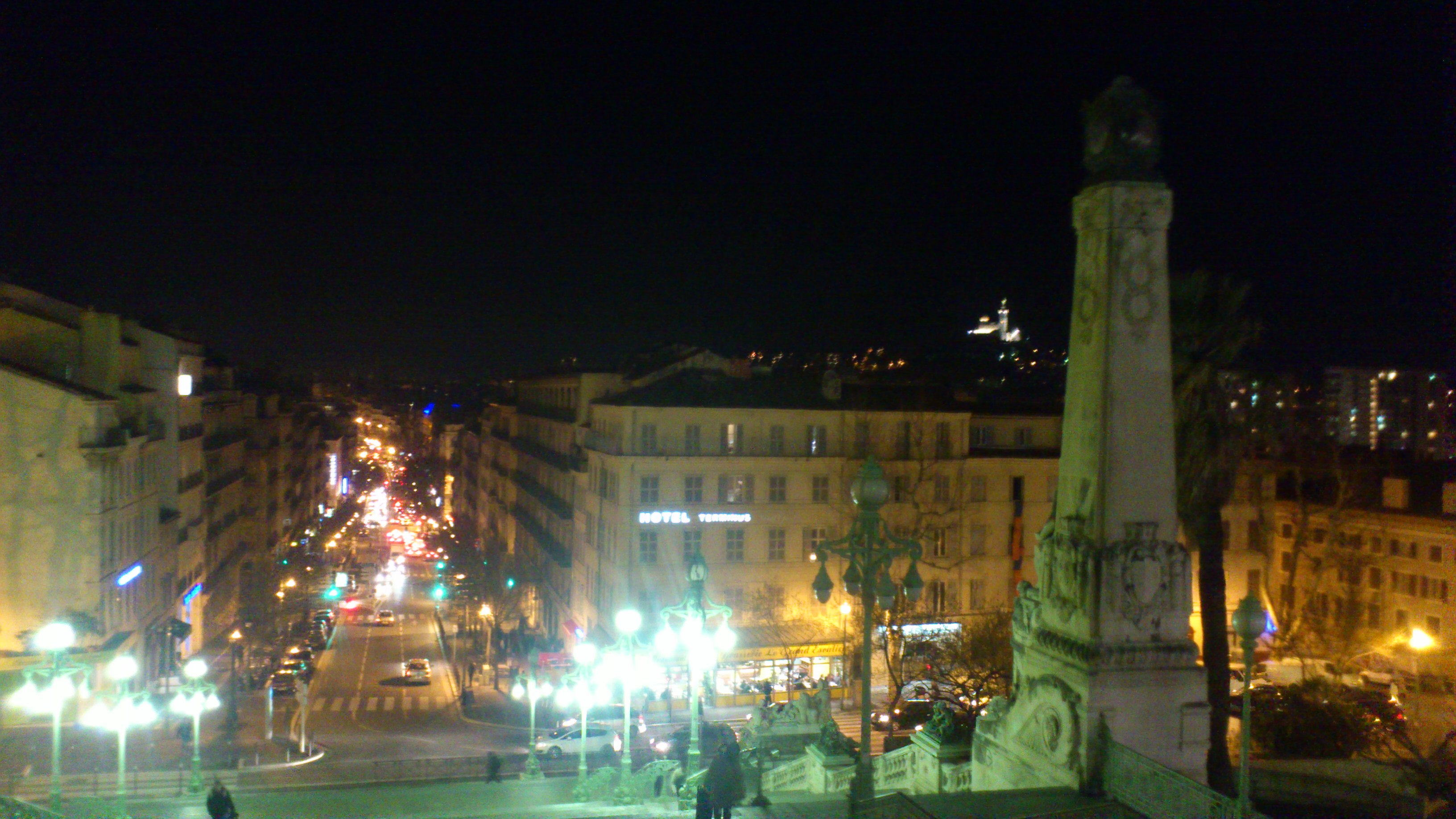
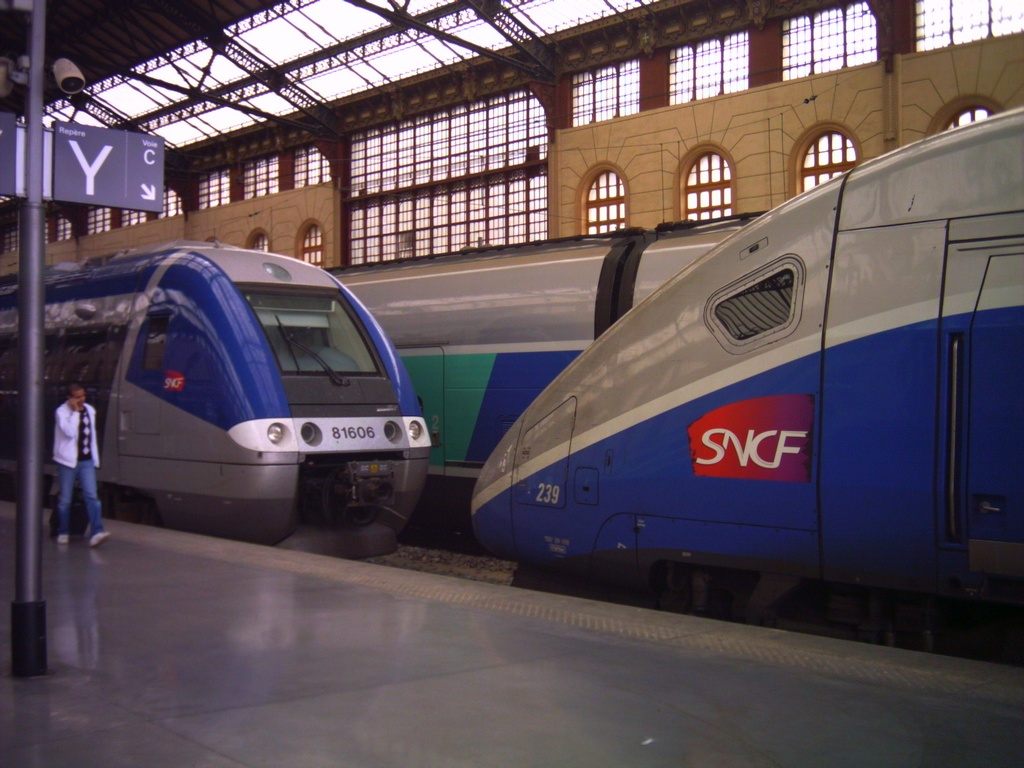